# Ricardo Palma
Manuel Ricardo Palma Soriano (Lima, 7 de febrero de 1833-Lima, 6 de octubre de 1919) fue un escritor, periodista, político, bibliotecario y lexicógrafo peruano, reconocido principalmente por sus relatos cortos de ficción histórica reunidos en el libro Tradiciones peruanas. Estuvo influenciado principalmente por el romanticismo, el costumbrismo y el tradicionalismo, cultivando prácticamente todos los géneros: poesía, novela, drama, sátira, crítica, crónica y ensayo. Sus hijos Clemente y Angélica siguieron sus pasos como escritores. En 1883, fue nombrado director de la Biblioteca Nacional. Su labor de reconstruir dicha institución, solicitando libros a otros países, le valió el apelativo de «el Bibliotecario Mendigo». En 1892, representó al Perú en el cuarto centenario del Descubrimiento de América realizado en Europa.

## Biografía
Nació el 7 de febrero de 1833 en Perú (aunque existe una teoría del monseñor Salvador Herrera Pinto que pone su cuna ocho años antes en el pueblo de Talavera de la Reyna, Apurímac), en el seno de una familia humilde; fue inscrito en la partida de bautismo como hijo natural de Pedro Ramón Palma Castañeda y de Guillerma Carrillo y Pardos, a quien muchos consideran la abuela materna y que su madre fue en realidad Dominga Soriano y Carrillo, la hija de 16 años de esta, con quien Pedro se casaría cuatro años más tarde, el 6 de abril de 1837. Pedro, comerciante mestizo doblaba en edad a Dominga. El matrimonio Palma-Soriano «fracasó prontamente –según el historiador Oswaldo Holguín Callo– por las diferencias raciales, generacionales y culturales», y el pequeño Manuel Ricardo, que tenía 9 años, permaneció naturalmente en la casa paterna.
Asistió a la escuela para párvulos de Pascual Guerrero, a la de Antonio Arengo y a la de Clemente Noel. Terminada la secundaria, siguió leyes en el Convictorio de San Carlos (aunque algunos cuestionan este dato como una superchería del autor y otros dicen que probablemente fuera alumno externo).
A los 15 años comenzó su carrera literaria, primero escribiendo poesía y dramas. Fue a esa edad que empezó a usar, junto con su primer nombre, el segundo, Ricardo, que después ya utilizaría solo, sin el de Manuel. También desde joven se mezcló en política, y en 1857 secundó la sublevación del general Manuel Ignacio de Vivanco contra el presidente Ramón Castilla, por lo que fue separado del ejercicio de su cargo en el Cuerpo Político de la Armada del Perú. 
Realizó sus estudios universitarios en el Convictorio de San Carlos, el que hacía las veces de Facultad de Derecho de la Universidad de San Marcos.
Se inició como masón a los 22 años en la logia chalaca del Callao Concordia Universal, el 4 de julio de 1855, siendo venerable maestro Damián Alzamora, orador Antonio Álvarez del Villar y secretario José Antonio Barboza.
En la Armada, a la que ingresó como oficial tercero en 1853, sirvió en la goleta Libertad, el bergantín Almirante Guisse, el transporte Rímac —donde el primero de marzo de 1855 estuvo a punto de morir a consecuencia del naufragio de la nave— y el vapor Loa. Tomó parte en el desembarco de Guayaquil en 1859, durante la guerra con Ecuador. 
En noviembre de 1860 participó en el fallido asalto a la casa presidencial que acometió un grupo de civiles y militares de tendencia liberal, liderados por José Gálvez. El fracaso del golpe contra Castilla lo obligó a abandonar el Perú y el 20 de diciembre se embarcó con destino a Chile.
En Valparaíso, adonde arribó a fines de mes, frecuentó los salones literarios, fue miembro de la Sociedad de Amigos de la Ilustración y colaboró en la Revista del Pacífico y en la Revista de Sud-América. Los casi tres años que pasó en esa ciudad —durante los cuales realizó frecuentes viajes a Santiago— fueron literariamente «intensos y fructíferos». Allí conoció a José Victorino Lastarria, Guillermo Blest Gana y otros escritores, y en las revistas mencionadas publicó textos importantes: poesías, siete tradiciones y lo que después derivaría en los Anales de la Inquisición de Lima que aparecerían en la capital peruana a su regreso y con el que puede decirse que «comienza la plenitud literaria de Palma».
Regresó al Perú en agosto de 1863, después de ser amnistiado, y en julio del año siguiente fue nombrado cónsul en el Pará, Brasil, cargo que aparentemente no llegó a ejercer: obtuvo una licencia y viajó a Europa: El Havre, París, Londres. En 1865 retornó vía Estados Unidos —se quedó un tiempo en Nueva York—, cuando Perú está ya en pleno conflicto con España. Con el puerto del Callao bloqueado, Palma desembarca probablemente en Paita y es nombrado asistente de Gálvez, ministro de Guerra y Marina. Ambos participan, desde la torre La Merced del Callao, en el combate contra la escuadra española el dos de mayo de 1866, en el que Galvéz murió cuando una bomba, disparada desde la fragata española Almansa o desde la Blanca, cayó en unos depósitos de pólvora. Palma se salva milagrosamente: había abandonado la torre minutos antes de la explosión.

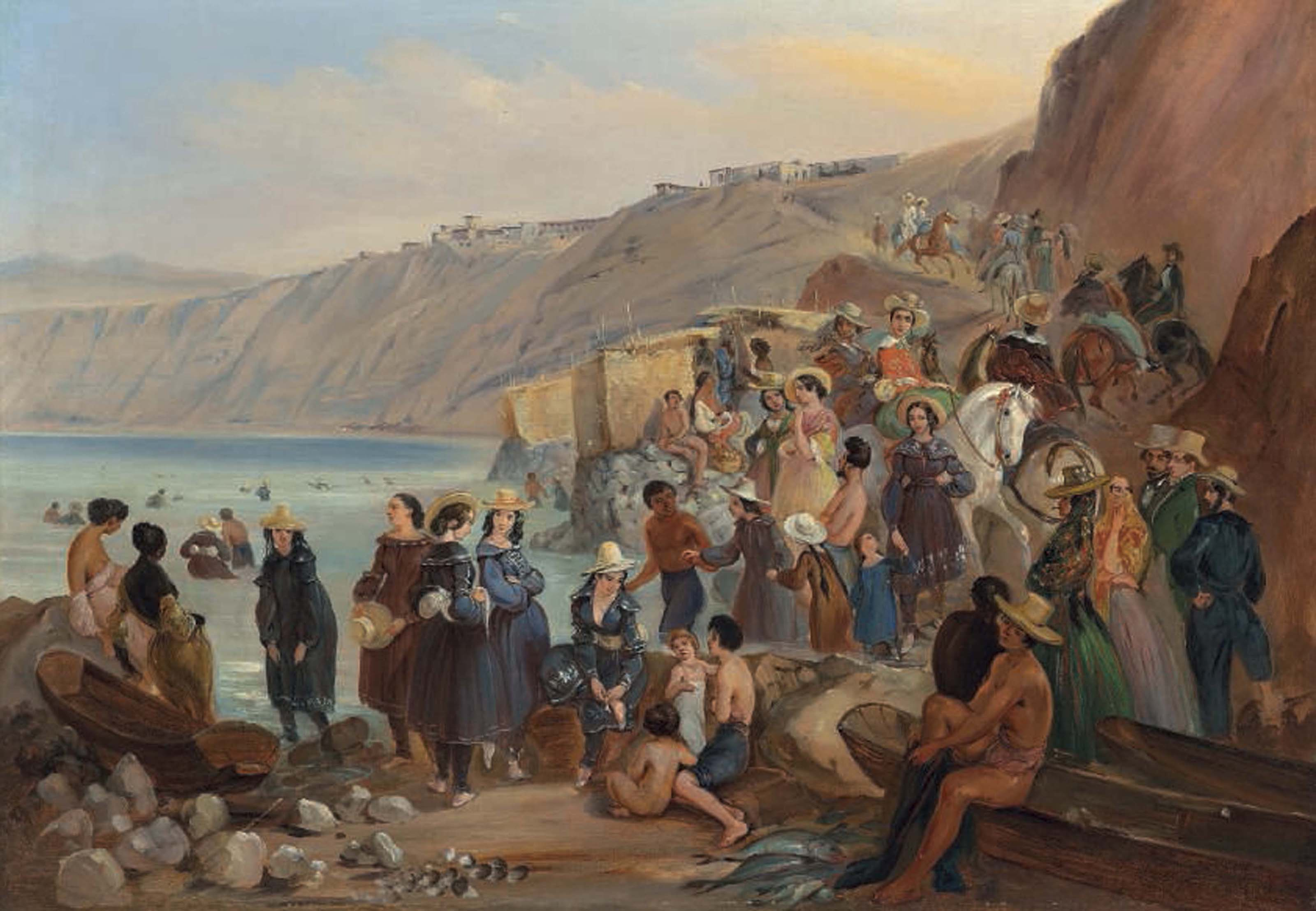
El balneario de Chorrillos, 1843, óleo de Mauricio Rugendas.

Tomó parte en la sublevación del coronel José Balta al año siguiente, y estuvo en prisión y desterrado brevemente en Guayaquil. Balta lo nombró su secretario particular después de ser elegido presidente en 1868. Al poco tiempo fue elegido también senador por Loreto, cargo que ejerció hasta 1872. El asesinato de Balta, ocurrido el 26 de julio de 1872, marcó el fin de la vida política de Palma, que pasa a dedicarse exclusivamente a la literatura. Tres años más tarde se retiró a Miraflores y, en 1878, se mudó con su familia al balneario de Chorrillos.
Durante la guerra con Chile participó en la defensa de Lima. Cuando las tropas de ocupación incendiaron en enero de 1881 su casa, ubicada en el balneario de Miraflores, Palma perdió su biblioteca y algunos manuscritos, como el de la novela Los Marañones y sus memorias del gobierno de Balta. Perdida su casa, se trasladó a Lima donde alquiló una en la calle Veracruz.
Dos años más tarde, el dueño del diario La Prensa de Buenos Aires le ofreció el cargo de redactor literario del periódico, pero el presidente Miguel Iglesias logró convencerlo que aceptara la dirección de la Biblioteca Nacional, que se encontraba destruida como consecuencia de la guerra y que durante la ocupación había sido expoliada por los chilenos. Al ocurrir esos hechos en marzo de 1881, Palma, que era a la sazón subdirector de la Biblioteca, había redactado una carta de protesta, firmada por él y el director, Manuel de Odriozola. Esto motivó que el entonces contralmirante Patricio Lynch y comandante en jefe del ejército de ocupación, dictara prisión contra el escritor, que cumplió primero en el segundo piso de la misma Biblioteca ocupada y después en un buque en el Callao, donde pasó 12 días hasta que recuperó la libertad gracias a gestiones de diplomáticos franceses y brasileños. Odriozola, contra el que también había orden de arresto, «logró asilarse en la legación norteamericana».
Su labor al frente de esta institución constituyó uno de sus grandes logros de su vida. Fue en aquella época que se ganó el apelativo de «el Bibliotecario Mendigo», porque, ante el magro presupuesto con el que contaba, decidió utilizar su prestigio y sus contactos para pedir a personalidades de diversos países que donaran libros. Gracias a su amistad con el presidente de Chile Domingo Santa María (1881-1886), consiguió recuperar más de 14 000 volúmenes de manos chilenas. El 28 de julio de 1884 inaugura la biblioteca, que dirige hasta febrero de 1912, cuando renuncia por discrepancias con el gobierno de Augusto Leguía, que, en reemplazo, nombra a su enemigo, Manuel González Prada. La verdad es que el escritor tendrá su desagravio: el nuevo gobierno del coronel Óscar R. Benavides lo nombrará director honorario de la Biblioteca en 1914, González Prada será destituido y su puesto lo ocupará el candidato de Palma, Luis Ulloa. Esto, sin embargo, no durará mucho: en febrero de 1916 González Prada recupera el cargo y el famoso escritor renuncia a su nombramiento honorario. Además, ejerció el cargo de fiscal de la Benemérita Sociedad Fundadores de la Independencia en el periodo 1896-1898 como parte del consejo directivo presidido por el coronel Isaac Recavarren Gómez.
Ricardo Palma, el Bibliotecario Mendigo, ya convertido en el patriarca de las letras peruanas, se había retirado en marzo de 1912 a Miraflores, donde viviría los últimos años de su vida. 
Fue miembro correspondiente de la Real Academia Española (1878) y de la Peruana de la Lengua —que presidió desde su fundación en 1887 hasta su renuncia en 1918, cuando pasa a ser director honorario—, y de otras prestigiosas instituciones, como la Gran Logia del Perú.

## Vida personal

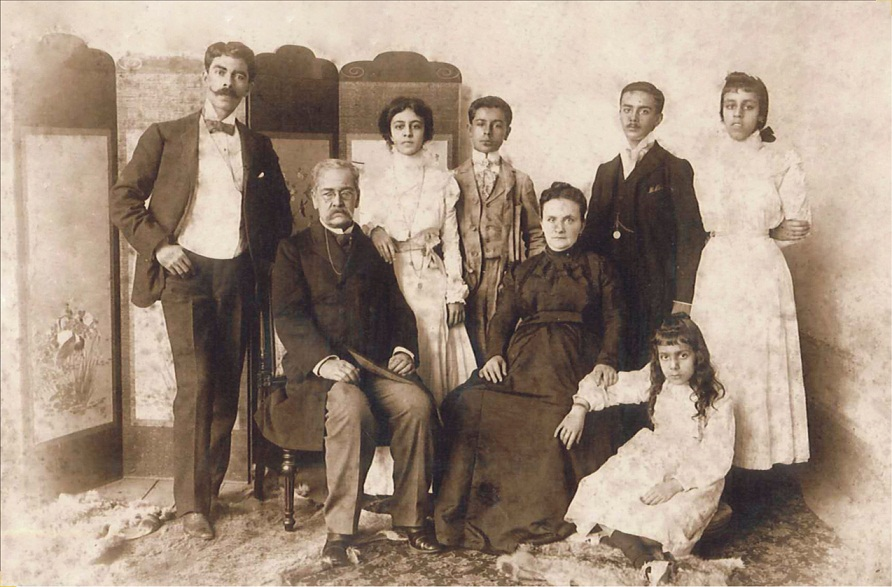
Ricardo Palma y Cristina Román con 5 hijos de la pareja y Clemente Palma.

En 1872, tuvo un hijo natural con la ecuatoriana Clemencia (o Clementina) Ramírez: Clemente Palma, quien se convertiría en un escritor. Casado desde 1876 con Cristina Román y Olivier, tuvieron 7 hijos (alguno fallecido prematuramente): Félix Vital, Angélica, también escritora y una de las fundadoras del movimiento feminista peruano, Ricardo, Peregrina Augusta, Cristina, Cristián y Renée Cristina.

## Trayectoria literaria
Solo dos piezas de su periodo inicial han sobrevivido: el drama Rodil: Drama en tres actos y un prólogo, escrito en prosa y verso (1851), redescubierto cien años después de su estreno en 1952 por José Jiménez Borja en la biblioteca del Club Nacional (Palma había destruido prácticamente todos los ejemplares) y la comedia El santo de Panchita, que escribió en 1859 junto con Manuel Ascencio Segura.
Su primer libro de prosa, Corona patriótica, apareció en 1853. Dos años más tarde sale Poesías y en 1865, Armonías. Libro de un desterrado. 

Su obra poética no estuvo exenta de polémica: en 1890 publicó A San Martín, poema que provocó la protesta del gobierno chileno, que lo consideró ofensivo para su país. El último poemario de Palma, Filigranas. Aguinaldo a mis amigos, apareció dos años más tarde. En 1865, compiló la antología Lira americana. Colección de poesías de los mejores poetas del Perú, Chile y Bolivia.

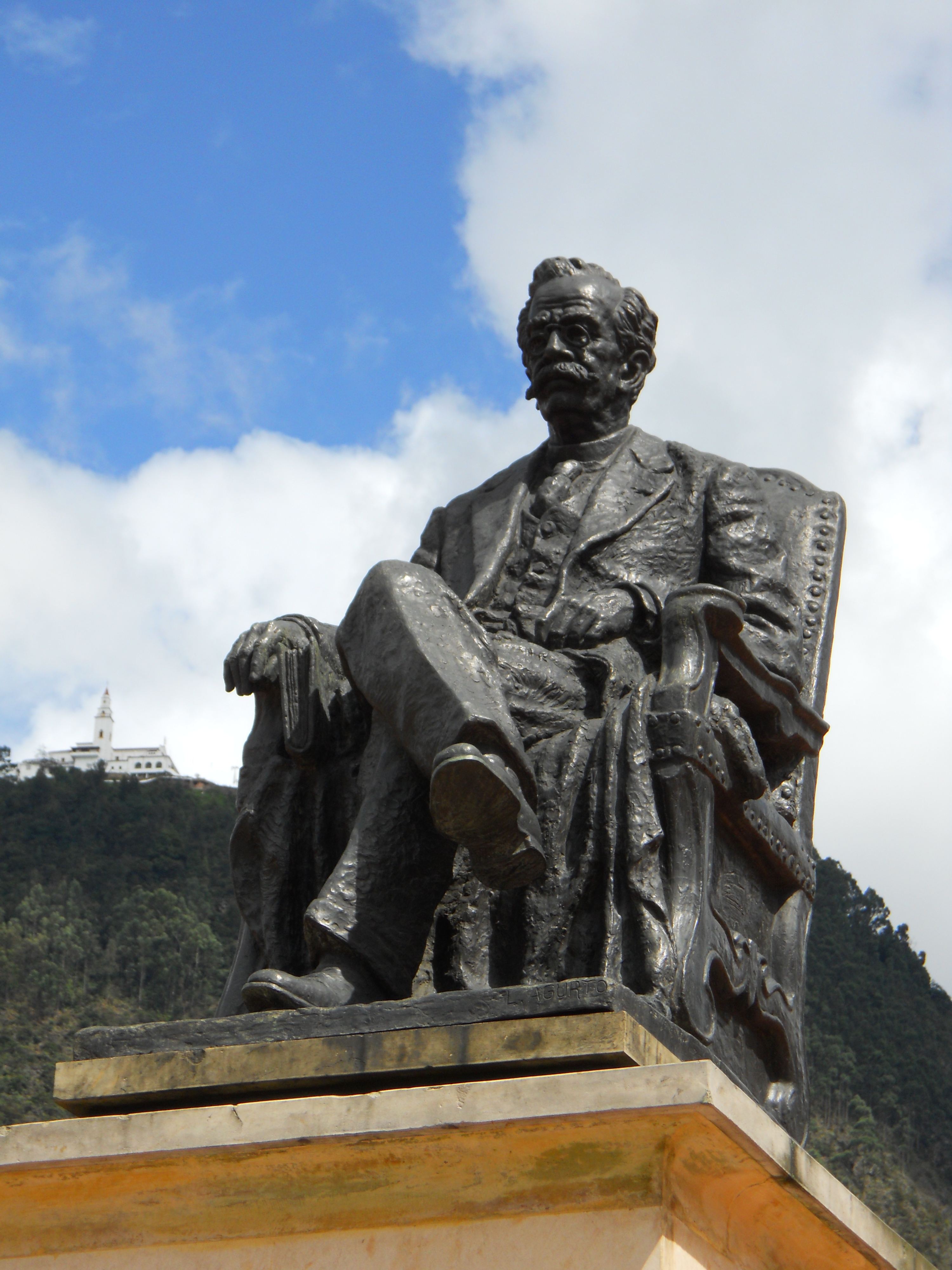
Escultura de Palma en Bogotá.

Como periodista, colaboró en numerosos medios nacionales y extranjeros. A los 15 años, la misma edad en la que hizo su debut literario, dirigió El Diablo, un periódico político y satírico. Esta última vena la seguiría explotando en su colaboración con la hoja El Burro (1852), en 1867 sería redactor principal de otro periódico satírico y político, La Campana y diez años más tarde fundaría, junto con Acisclo Villarán y Manuel Atanasio Fuentes (conocido como El Murciélago), La Broma (1877-1878). Fue redactor de El Liberal, El Mercurio, La Revista de Lima —tardío órgano literario del romanticismo, que llegó a dirigir—; colaborador de El Correo del Perú, donde publicará numerosas tradiciones, El Correo de Lima, La Patria, El Liberal, La Prensa (Buenos Aires), El Perú Ilustrado y de muchos otros periódicos y revistas, tanto peruanas como de otros países.
Palma destacó también en el género histórico. De su pluma salieron los Anales de la Inquisición de Lima (1863), el polémico Monteagudo y Sánchez Carrión. Páginas de la historia de la independencia (1877) y su Refutación a un compendio de historia del Perú (Lima 1886). En esta obra, Palma, que era masón, lanzó un ataque contra los jesuitas tan virulento que motivó la prohibición, por el Congreso peruano, del establecimiento de esta orden religiosa en el país y su expulsión. 
Como lingüista —Palma fue presidente de la Academia Peruana de la Lengua desde su fundación, el 5 de mayo de 1887— abogó por la admisión de nuevos vocablos, lo que quedó reflejado en sus libros Neologismos y americanismos (1896) y Papeletas lexicográficas (1903). 

### Tradiciones peruanas
Los relatos breves sobre diversos temas, que comenzó a escribir a principios de los años 1859, más tarde derivarían en sus Tradiciones peruanas (en rigor, la primera vez que usó el nombre de «tradición peruana» fue para un texto de 1854 titulado Infernum el hechicero y que nunca fue recogido en las series). La primera serie fue publicada en 1872 el mismo año en el que, a raíz del asesinato del presidente José Balta, decide abandonar la política y consagrarse definitivamente a las letras.

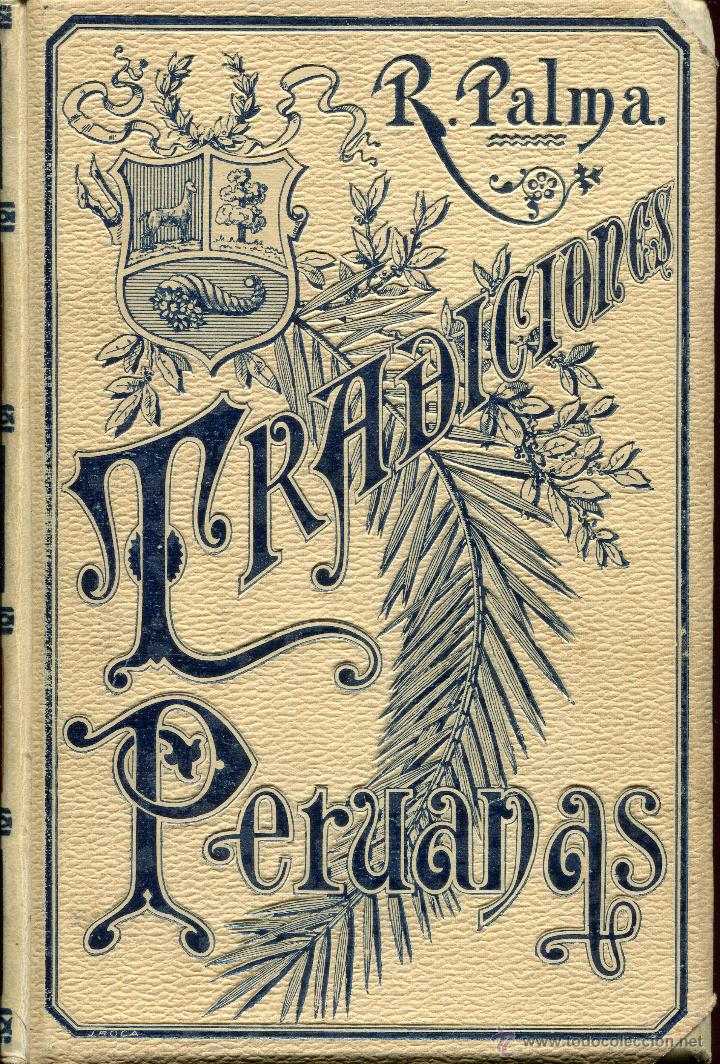
Edición de 1893 de Tradiciones Peruanas.

Los textos que componen las Tradiciones —y que se puede decir que constituyen un nuevo género, intermedio entre el relato y la crónica— están construidos a partir de hechos históricos o anécdotas populares de carácter ligero y burlesco que constituyen un género literario particular. Al primer volumen, le siguió, dos años después, otro con la segunda serie. En total, las series fueron seis, a las que hay que agregar Ropa vieja y Ropa apolillada. El título de Tradiciones peruanas, con el que se conocen hoy el conjunto de esos libros, fue utilizado por primera vez en la edición barcelonesa de cuatro tomos (1893-1896). Pero este no fue el fin de la serie: más tarde publicó Tradiciones y artículos históricos, Cachivaches, Mis últimas tradiciones peruanas y cachivachería y Apéndice a mis últimas tradiciones peruanas, más la edición El Palma de la juventud. Las hijas de Palma, ya muerto el escritor, se encargaron de hacer la edición definitiva, en seis volúmenes, de las Tradiciones peruanas, que contó con el apoyo del gobierno peruano.
Las Tradiciones han sido objeto de variados análisis, y mientras algunos han visto en ellas a un nostálgico del pasado colonial, otros han considerado que la ironía con la que describe ese pasado esconde una crítica social. Sea como fuere, e independientemente de las discusiones en torno a sus méritos literarios, es innegable el impacto que esta obra tuvo en la narrativa hispanoamericana. 

Su estilo de escritura tradicionista es historia en Lima. La tradición cultivada fuera de Lima y por otra pluma que no sea la de Palma, no se da bien, tiene poco perfume, se ve falta de color.
Rubén Darío

El historiador Raúl Porras Barrenechea, por su parte, calificó a Palma de segundo fundador de Lima, por haber creado la imagen de esta ciudad y una visión particular sobre su pasado, que a pesar de sus errores no ha podido ser remplazada todavía.

### Tradiciones en salsa verde
Luego de terminar sus Tradiciones peruanas (conjunto de textos), desde 1901 escribe una serie de relatos con un tono más procaz u obsceno. Los temas del conjunto mantienen motivos sugerentes. En ningún momento Palma se maravilla, ni celebra al contarlo, simplemente relata hechos o anécdotas.
Ricardo Palma nunca firmó estos textos, aparentemente para evitar la censura de la sociedad de aquel tiempo. Su publicación no se dio hasta 1973, cuya primera edición fue producida por Francisco Carrillo y Carlos Garayar.
Tradiciones en salsa verde está compuesto por dieciocho narraciones, casi todos son breves en su relato, contexto y conjunto.

### Correspondencia
Sus hijas Augusta y Renée editaron en 1949 la primera recopilación de sus cartas: publicaron dos tomos con el epistolario de Palma de 1862-1918. En 1969 Carlos Miró sacó una selección de la correspondencia del escritor titulada Cartas indiscretas y, finalmente, entre 2005 y 2007 la Universidad Ricardo Palma publicó tres tomos de sus cartas bajo el título de Epistolario general. Aunque esta edición es la más completa hasta el momento, no se trata todavía de la definitiva, pues no contiene las que guarda la Biblioteca Nacional del Perú. Además, algunos investigadores piensan que, dado que en 1997 una conocida firma de subastas de Londres puso a la venta un lote de 50 cartas que había enviado a un amigo argentino y que fueron adquiridas por la propia Biblioteca Nacional del Perú, todavía habrá nuevos hallazgos.

### Figura contradictoria

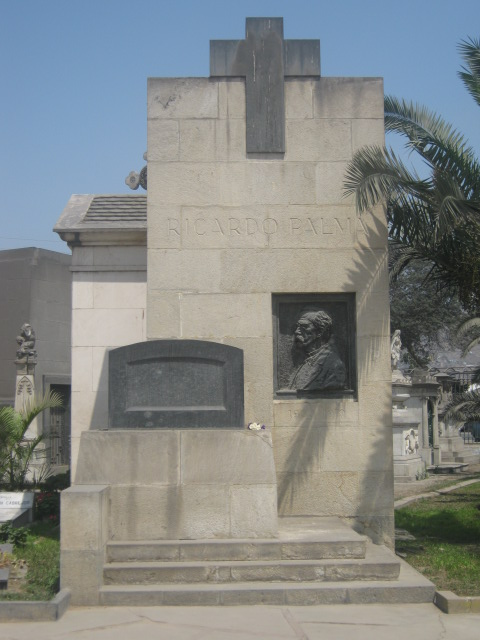
Los restos de Ricardo Palma se encuentran en el Cementerio Presbítero Matías Maestro.

George W. Umphrey y Carlos García-Prada, estudiosos de la obra de Palma, caracterizaron la contradictoria figura del escritor con las siguientes palabras: 

Ricardo Palma, era un mestizo representativo del siglo diecinueve, vale decir, un «americano» nuevo, inestable, en vía de formación: un espíritu sin orientación clara, precisa, definida, que se hallaba atraído por valores y realidades opuestas de fuerza para él irresistible: un espíritu en busca de su propio equilibrio. Esto lo vemos en su carácter, en su vida, en sus escritos. Quería una síntesis que no comprendía bien, y que en él actuaba de continuo. Era americano y procedía del pueblo, pero se doblegaba ante el prestigio de la aristocracia española, peninsular o americana. Se intitulaba «liberal» y hacía campañas anticlericales, pero lisonjeaba a las clases conservadoras, y simpatizaba aún con los carlistas de España; se condolía de los pobres y de los humildes, pero pelechaba con los poderosos y se enorgullecía de los honores que le conferían a cambio de sus zalemas literarias; amaba el orden, la limpieza y el primor, pero se «perecía» por lo abigarrado y por lo sucio si le parecían pintorescos y divertidos; cultivaba el idioma con esmeros de académico, pero lo «matizaba» de vulgarismos, si ello le daba sabor a sus travesuras y picardías.

Raúl Porras Barrenechea, por su parte, dice:

La biografía del tradicionista necesita ser aclarada y estudiada para calar los factores de la personalidad del escritor y de su obra. Sin el conocimiento veraz y puntual de las diversas etapas de la vida de Palma, sobre todo de las anteriores a su celebridad, de los años difíciles de la formación y sin la ubicación precisa de la situación familiar y social que hubo de afrontar, no cabe hacer disquisiciones como las que fraguan los maestros de la crítica superficial, sobre las características biológicas o morales de Palma. Su procedencia familiar y social, su infancia, las luchas de su juventud, sus azarosos días de marino, de periodista de oposición, de conspirador político y de desterrado, son casi desconocidos o apenas aludidos, en las reconstrucciones admirativas o en las tendenciosas semblanzas que de la vida de Palma se han hecho, por propios y adversos... De la reconstrucción auténtica de la vida de Palma, surgirán con sus contradicciones ineludibles, sus vacilaciones y sus congojas y con el triunfo final indeleble, la señera trayectoria moral del escritor hijo del pueblo, que se abrió paso, contra todas las conjuras, hasta ocupar el más alto sitial de la literatura patria y americana.

José Gálvez, a su vez, señala que:

“Castizo por su manera, peruanísimo por su creación, criollo por su típico ingenio, Palma tiene dentro de sus características esenciales, que le hacen el más peruano de nuestro escritores, el sentido universalista de su romanticismo sentimental y de su tendencia filosófica volteriana y enciclopedista”.

José de la Riva Agüero opina que Ricardo Palma es:

“...como nadie y antes que nadie, encarnación legítima del espíritu de nuestra patria”.

Manuel Beltroy sostiene que:

Ricardo Palma ocupa en la literatura peruana el mismo lugar que los poetas del romanticismo ocupan en sus respectivos países, y tiene en aquella igual significado. Así como esos poetas adaptaron las doctrinas poéticas del Romanticismo a la índole de sus literaturas, condensando en sus obras el íntimo sentir y pensar de su pueblo, Palma hizo servir esas doctrinas a la expresión del espíritu poético peruano y fue a semejanza de los mismos, la encarnación cabal de ese espíritu, como si hubiera sido escogido para representarlo.

Augusto Tamayo Vargas afirma:

La vida y la obra de Ricardo Palma están indisolublemente ligadas a la incesante búsqueda de lo nacional. La espléndida combinación de verdad histórica y fabulación literaria, su apego a la veracidad y, al mismo tiempo, su agudo descreimiento, su humor sin par, destellan en sus amenísimos y valiosos escritos, desde sus guiños románticos iniciales —como el mismo llamara a sus primeras composiciones— hasta el amplio y complejo fresco de las Tradiciones Peruanas, donde el país se reconoce en su imagen, mitad díscola, mitad irreverente, a ratos nostálgica, predominantemente pícara, pero de todas maneras propia.

Palma hace durante la Guerra del Pacífico una amarga pero superficial crítica del indio y su cultura, abyecta y degradada, cobarde, sin patria y enemigo del blanco. Pero como en todo juicio histórico es indispensable y necesario ubicar hechos, personajes e ideas en la época y el contexto cultural en que se dan, existen y se manifiestan.

## Homenajes póstumos

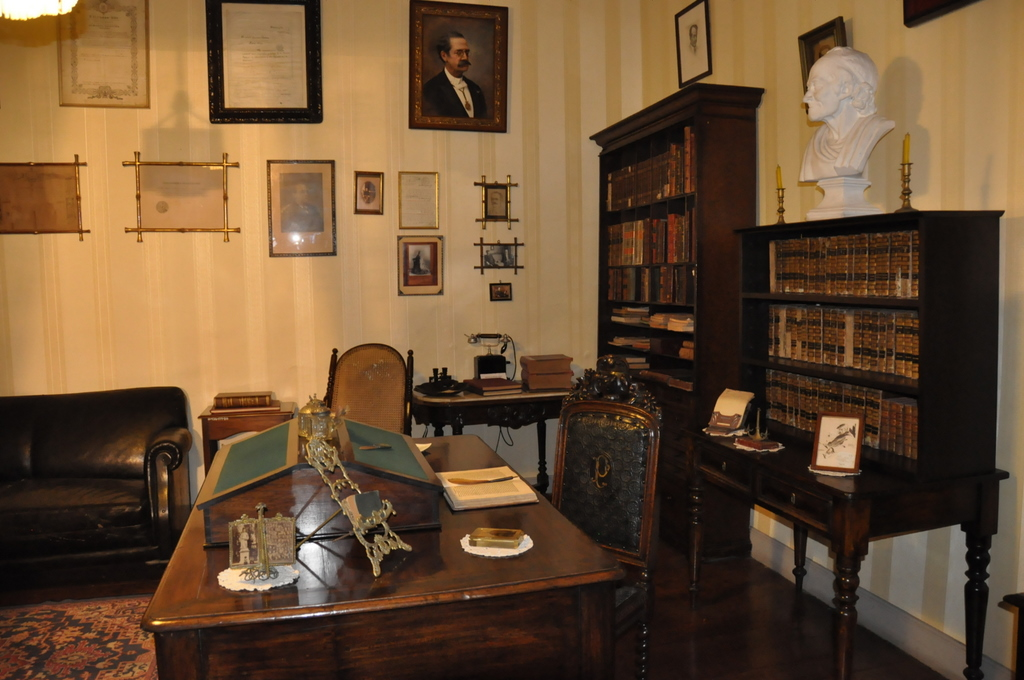
Interior de la Casa Museo Ricardo Palma.

Muchas instituciones educacionales (la Universidad Ricardo Palma, escuelas varias), culturales, medicinales y de otra índole llevan su nombre. Hay hoteles, calles, una estación de metro, una  feria del libro (inaugurada en 1972), un centro de esparcimiento bautizados en su honor.
En Miraflores funciona la Casa Museo Ricardo Palma, que es también un centro de investigación dedicado a la obra del escritor. También existe la Fundación Ricardo Palma.
Monumentos han inmortalizado su figura, y estudiosos han llenado miles de páginas analizando su obra. El Banco Central puso en circulación un billete con un retrato de Palma de 10 intis en 1985 (con reverso de agricultor indígena y cosecha de algodón), que en 1988 se convirtió en uno de 500 000 (con la Iglesia de la Caridad, sede del Primer Congreso Constituyente, en el reverso); dejó de circular en 1991.

## Obras
- El hijo del sol, 1849
- Rodil: Drama en tres actos y un prólogo, escrito en prosa y verso, 1851.
- La he biográficos, 1855
- El santo de Panchita, 1859
- Anales de la Inquisición de Lima, ensayo histórico, Lima, 1863
- Congreso constituyente, sátira publicada bajo el seudónimo de Un Campanero, 1867
- Armonías. Libro de un desterrado, poesía, París, 1895
- Lira americana. Colección de poesías de los mejores poetas del Perú, Chile y Bolivia, París, 1895
- Pasionarias, poesía, con prólogo de Luis Benjamín Cisneros; Havre, 1870
- Tradiciones, primera serie de su obra magna, Imprenta del Estado, Lima, 1872
- Don Juan del Valle Caviedes, el poeta de la Ribera, ensayo, 1873
- Tradiciones. Segunda serie, Imprenta Liberal de El Correo del Perú, Lima, 1874
- Tradiciones. Tercera serie, Benito Gil Editor, Lima, 1875
- Tradiciones. Cuarta serie, Benito Gil Editor, Lima, 1877
- Monteagudo y Sánchez Carrión. Páginas de la historia de la independencia, ensayo, Lima, 1877
- Tradiciones. Quinta serie, edición de Carlos Prince, Lima, 1883 (Prince, además, publica asimismo las cuatro anteriores)
- Tradiciones. Sexta serie, edición de Carlos Prince, Lima, 1883
- El demonio de los Andes, tradiciones sobre el conquistador Francisco de Carvajal, Imprenta de Las Novedades (periódico en el que Palma colaboraba), Nueva York, 1883 (2.ª edición: Casa Maucci, Barcelona / Buenos Aires, 1911)
- Enrique Heine. Traducciones, realizadas sobre la versión francesa de Gérard de Nerval, 1886
- Refutación a un compendio de historia del Perú, contra el libro del jesuita Ricardo Cappa, Lima, 1886
- Poesías, antología que recoge la mayoría de su lírica; lo acompañó, como prólogo, del estudio La bohemia limeña de 1848 a 1860. Confidencias literarias; 1887
- Ropa vieja, sétima serie de Tradiciones; Imprenta del Universo, de Carlos Prince, Lima 1889.
- Cristián, librito de homenaje publicado en edición privada por los Palma al hijo del escritor fallecido a los diez meses; Lima, 1889
- Tradiciones peruanas, primera edición extranjera de esta obra; Buenos Aires, 1890
- A San Martín, poema, Lima, 1890
- Ropa apolillada, octava y última serie de Tradiciones; Imprenta del Universo, de Carlos Prince; Lima, 1891
- Filigranas. Aguinaldo a mis amigos, su último poemario, Lima, 1892
- Tradiciones peruanas, 4 volúmenes, Montaner y Simón, Barcelona, 1893-96
- Neologismos y americanismos, Lima, 1896
- Recuerdos de España, sobre su viaje de 1892; Buenos Aires, 1897 (reeditadas con el título Recuerdos de España, precedidos de La bohemia de mi tiempo, Lima, 1899)
- Tradiciones y artículos históricos, Lima 1899
- Cachivaches, artículos literarios y bibliográficos; Lima, 1900
- Dos mil setecientas voces que hacen falta en el Diccionario. Papeletas lexicográficas, Lima, 1903
- Mis últimas tradiciones peruanas y cachivachería, Casa Maucci, Barcelona / Buenos Aires, 1906
- Apéndice a mis últimas tradiciones peruanas, Casa Maucci, Barcelona / Buenos Aires, 1910
- Poesías completas, Barcelona, 1911
- Tradiciones selectas del Perú, A. J. Sagrestán y Cía., Callao, 1911
- Las mejores tradiciones peruanas, seleccionadas y prologadas por Ventura García Calderón y acompañadas de una breve autobiografía; Casa Maucci, Barcelona, 1917
- El Palma de la juventud, Lima, 1921* Epistolario, 1862-1918, edición de Augusta y Renée Palma con prólogo de Raúl Porras Barrenechea, dos tomos; Editorial Cultura Antártica, Lima, 1949
- Tradiciones peruanas, edición auspiciada por el gobierno peruano y supervisada por sus hijas; 6 volúmenes, Espasa-Calpe, Madrid, 1923-25
- Tradiciones peruanas, la primera edición peruana completa de las tradiciones de Palma; 6 volúmenes, Editorial Cultura Antártica, Lima, 1951
- Tradiciones peruanas completas, a cargo de Edith Palma, nieta del escritor e hija de Clemente Palma; Aguilar, Madrid, 1952 (varias reediciones; incluye también los Anales de la Inquisición de Lima, La bohemia de mi tiempo y Recuerdo de España, artículos, los "prólogos” humorísticos que acompañaban algunas series, y numerosos apéndices)
- Cartas indiscretas, edición de Carlos Mirón; F. Moncloa, 1969
- Epistolario general, tres volúmenes con prólogo, notas e índices de Miguel Ángel Rodríguez Rea; Universidad Ricardo Palma, Editorial Universitaria, Lima, 2005-2006
  - Tomo 1: cubre los años que van de 1846 hasta 1891, 2005; Tomo 2: de 1892 a 1904, 2006; Tomo 3: de 1905 hasta 1919, 2006
- Tradiciones en salsa verde, primera edición, Lima 1973, Ediciones de la Biblioteca Universitaria de Lima.